# Francesco Floris
Francesco Floris (Cagliari, 24 luglio 1939 – Cagliari, 12 novembre 2014) è stato un politico e storico italiano.
Già presidente della Provincia di Cagliari, ha scritto alcuni testi sulla storia della Sardegna.

## Biografia
Dopo la laurea in giurisprudenza, conseguita nel 1962, ha cominciato a insegnare Storia e Filosofia in numerosi licei della Sardegna. Nel 1983 vince il concorso per preside: dopo una breve esperienza al Dettori di Cagliari e al Liceo Scientifico Pitagora di Selargius, arriva a capo del Liceo ginnasio statale Siotto Pintor. Nel 1990 diventa presidente della Provincia di Cagliari per la Democrazia Cristiana, partito per cui era già stato consigliere provinciale. Nel 1992 torna come preside al Siotto, dove rimane fino al 2006, anno della pensione.

## Opere principali (bibliografia parziale)
- con Sergio Serra, Storia della nobiltà in Sardegna. Genealogia e araldica delle famiglie nobili sarde, Della Torre, Cagliari, 1986 (ristampa 2007)
- Breve storia della Sardegna, Newton Compton, Roma, 1994
- Feudi e feudatari in Sardegna, 2 volumi, Della Torre, Cagliari, 1996
- La Sardegna del Novecento, Demos, 1997
- I sovrani d'Italia, Newton Compton, Roma, 2000
- Bibliografia storica della Sardegna. Libri, articoli, riviste, manoscritti dalle origini alla fine del XX secolo, Della Torre, Cagliari, 2001
- I sovrani d'Europa. Una storia del vecchio continente attraverso le vicende e i segreti delle famiglie che vi regnarono, Newton Compton, Roma, 2005
- Storia della Sardegna, Newton Compton, Roma, 2007
- (a cura di) La grande enciclopedia della Sardegna, La Nuova Sardegna, Sassari, 2007
- Dizionario delle famiglie nobili della Sardegna, Della Torre, Cagliari, 2009